# Ricardo Molinari
Ricardo Molinari, eigentlich Ricardo Eufemio Molinari (* 23. März 1898 in Buenos Aires; † 31. Juli 1996 ebenda) war ein argentinischer Schriftsteller der Vanguardia.

## Leben
1903 wurde Molinari Vollwaise und kam zu seiner Großmutter Bartola Delgado de Molinari, bei der er dann seine Kindheit und Jugend verbrachte.
1933 unternahm Molinari eine Studienfahrt nach Spanien und traf sich dort mit Mitgliedern der Generación del 27, tiefere Freundschaft verband ihn mit Federico García Lorca. Nach seiner Rückkehr in seine Heimatstadt heiratete er und bekam eine Anstellung in der Verwaltung des Nationalkongresses.
Anlässlich seines siebzigsten Geburtstages wurde Molinari 1968 als Mitglied in die Academia Argentina de Letras aufgenommen.
Im Alter von 98 Jahren starb Ricardo Molinari am 31. Juli 1996 in Buenos Aires und fand dort auch seine letzte Ruhestätte.

## Ehrungen
- 1943 Secundo Premio Nacional de Poesía
- 1958 Premio Nacional de Poesía

## Rezeption
1927 konnte Molinari mit El imaginero debütieren. Er stand der literarischen Avantgarde der Zeitschrift Martín Fierro nahe ohne ihr aber wirklich anzugehören. Durch seine Freundschaft mit Jorge Luis Borges, Oliverio Girondo und Leopoldo Marechal stand er auch der Grupo Florida nahe, gehörte ihr aber ebenfalls nicht an.
Das Œuvre Molinaris zeichnet sich durch seine Ruhe aus. Molinari ist weder polemisch politisch noch favorisiert er irgendwelche Theorien. An der literarischen Auseinandersetzung zwischen Traditionalismus und Avantgarde beteiligt er sich ebenfalls nicht.
Seine Lyrik zeichnet sich durch den schöpferischen Umgang mit der Sprache aus. Nach eigenem Bekunden ließ sich Molinari auch immer wieder durch die spanische Literatur des 16. und 17. Jahrhunderts inspirieren.
Die Erstausgaben nahezu aller seiner Werke sind perfekt edierte Privatdrucke, welche in äußerst geringer Stückzahl an Freunde verteilt wurden. Spätere Ausgaben wurden von Verlagen übernommen und fanden dann auch sofort ein großes Publikum.

## Werke (Auswahl)
Einzelausgaben
- El pez y las manzana. 1929.
- Panegírico de Nuestra Señora de Luján. 1930.
- Hostréria de la rosa y el clavel. 1933.
- La tierra y el héroe. 1936.
- Elegías de las altas torres. 1937.
- Libro de las soledades del poniente. 1939.
- Odas aorillas de un viejo río. 1940.
- El Alejado. 1943.
- Mundos de la Madrugada. 1943.
- El huésped y la melancolía. 1946.
- Oda a la Pampa. 1956.
- La hoguera transparente. 1970.
- La Escudilla. 1973.

Werkausgabe
- Las sombras del pájaro tostado. Buenos Aires 1975.